# WILD HALF
《WILD HALF》是日本漫畫家淺美裕子創作的日本漫畫作品。於《週刊少年Jump》1996年3·4合併號至1998年52號期間進行連載。單行本全17卷。

## 故事簡介
講述主角之一初中生岩瀨健人，某天上學途中被一頭流浪狗搶去便當，該頭流浪狗正是坊間流傳的名偵探「WILD HALF」的真正實體，名為沙羅沙並擁有變身為人型姿態的獸人族力量。其後岩瀨健人成為沙羅沙的主人，二人共同進退偵破各項錯綜複雜的難題。

## 登場角色

### 岩瀨家
沙羅沙
狗獸人族。11月12日生（估計），血型B型，5歲（約人類15－17歲），人型時身高192cm，體重80kg，狗型時身高62cm，體重35kg。現在被健人飼養，前任飼主是葛城三月。喜歡吃連骨肉。
最後為了救岩瀨兄弟，耗盡自己的生命力而暫時變成普通的狗。
岩瀨健人
9月10日生（處女座），血型A型，16歲，身高166cm，體重55kg。沙羅沙現任飼主。幼年時父母交通意外死亡，和哥哥壽文兩人一起生活。川江高中1年C組。第一次和沙羅沙認識是在上學的途中，不過其實早在幼年時在海裡溺水時，受沙羅沙所救，但他並不知情。和動物相處後決心要當獸醫，後來考上城西醫科大學獸醫部。
岩瀨壽文
8月4日生（獅子座），血型A型，25歲，身高182cm，體重74kg。岩瀨健人的哥哥。非常討厭狗。高中畢業後不顧祖母的反對成為警官。埼玉縣川江署的刑事係巡査。高中時和烏丸薰是同學。
喜歡上熱愛動物的毬愛，後來和她訂婚。

### 烏丸家（烏丸動物診所）
烏丸薰
10月2日生（天秤座），血型B型，25歲，身高180cm，體重72kg。「烏丸動物診所」的獸醫。銀星的飼主，非常溺愛銀星。壽文的高中同學。小時後遇到銀星，後來因為車禍失明，銀星將自己的視力給他後便從他身邊消失，之後烏丸便四處尋找銀星。
銀星
狗獸人族。7月25日生（獅子座），血型O型，年齡不詳（50歲以上），狗型時身高75cm、體重45kg，人型時身高201cm、體重91kg。現在由烏丸飼養著。在烏丸小時後給他視力後，便從他面前消失。因為害怕自己人狼化而一直逃避烏丸。

### 出租寵物店『LUNA』
杉谷毬愛
1月15日生（魔羯座），血型A型，22歲，身高174cm，體重53kg，三圍是88/61/89。經常撿被遺棄的動物回來養，後來開了寵物出租店『LUNA』。後來和壽文訂婚。
玻里尼西亞
6月14日生（雙子座）的鸚鵡，血型B型。喜歡的東西是營業金（=飼料）。自稱「『LUNA』的營業部長」。作為人與動物間的翻譯。前飼主是鋼琴家藤島。

### 和泉家
和泉秀司
6月25日生（巨蟹座），血型A型，26歲，身高177cm，體重69kg。自小接受的教育使他沒有「命令」就無法行動，但是與健人和沙羅沙相遇後開始改變。平常是上班族，副業是經營父母留下來的高級公寓。在公司認識了西村知子並和她結婚。租給毬愛『LUNA』的店面。自己也飼養了很多狗。
和泉知子/舊姓・西村
和泉夫人。結婚時19歲。在公司和和泉相識，雖然未成年，但在酒吧向和泉告白（「請和我結婚」的命令）。

### 岩瀨健人的同學
北原美也
2月13日生（水瓶座），血型AB型，16歲，身高158cm，體重45kg，三圍是85/60/86。高中入學前就已失明，與沙羅沙和健人相識後復明，回到學校上課。喜歡健人。
藤枝繪里
11月3日生（天蠍座），血型O型，身高170cm，體重50kg，三圍是83/57/85。健人的同班同學。因為害羞而說話老會傷害到別人。擅長畫畫。

### 獸人族

#### 狗
沙羅沙
銀星
田中吉康
深信自己是人類的狗獸人族。為了繼承診所而以醫生為目標。
忠治
沙羅沙和健人遇見前一起旅行的狗。獨眼。年齡不明。
白夜

#### 人狼
佐久間赤道
咬死飼主的完全體人狼。最後因赤道本來的心復甦而死亡，但健人用月光石的力量將他救活，但變成普通的狗。在『LUNA』找到新的飼主。
烏爾夫
狼的獸人族，天生的人狼。到處尋找以前救過他的少年「高橋」。

#### 貓
美鈴
飼主是北原美也。眼力可使用催眠術。喜歡沙羅沙。

#### 豹
王牙
動物園裡飼養的豹，因為母親被人類做成標本而對人類還有憎恨。和沙羅沙一戰後，知道母親並非是被人類所殺，並且擔心自己的飼養人員而回到動物園。

#### 鳥
克羅
白色的烏鴉獸人族。有著強大的催眠術。

### 沙羅沙關係者
葛城三月
3月3日生（雙魚座），血型O型，21歲亡，身高175cm，體重68kg。沙羅沙的前任飼主。志弩同父異母的弟弟。吃了志弩為了殺沙羅沙的毒藥而死。
葛城志弩
10月29日生（天蠍座），血型AB型，27歲，身高178cm，體重75kg。三月同父異母的哥哥。非常關心三月。醫學生。對沙羅沙抱有敵意，準備了毒藥要毒死沙羅沙，不料卻被三月吃下，但他深信三月是沙羅沙殺的。

## 出版書籍
單行本
| 冊數 | 副標題 | 集英社        | 集英社                 |
| 冊數 | 副標題 | 發售日期      | ISBN                   |
| ---- | ------ | ------------- | ---------------------- |
| 1    |        | 1996年7月9日  | ISBN 978-4-08-872046-3 |
| 2    |        | 1996年10月8日 | ISBN 978-4-08-872047-0 |
| 3    |        | 1996年12月7日 | ISBN 978-4-08-872048-7 |
| 4    |        | 1997年2月9日  | ISBN 978-4-08-872049-4 |
| 5    |        | 1997年4月9日  | ISBN 978-4-08-872050-0 |
| 6    |        | 1997年6月9日  | ISBN 978-4-08-872166-8 |
| 7    |        | 1997年8月9日  | ISBN 978-4-08-872167-5 |
| 8    |        | 1997年10月8日 | ISBN 978-4-08-872168-2 |
| 9    |        | 1997年12月9日 | ISBN 978-4-08-872169-9 |
| 10   |        | 1998年2月9日  | ISBN 978-4-08-872517-8 |
| 11   |        | 1998年4月8日  | ISBN 978-4-08-872541-3 |
| 12   |        | 1998年6月9日  | ISBN 978-4-08-872566-6 |
| 13   |        | 1998年8月9日  | ISBN 978-4-08-872590-1 |
| 14   |        | 1998年10月9日 | ISBN 978-4-08-872615-1 |
| 15   |        | 1998年12月8日 | ISBN 978-4-08-872638-0 |
| 16   |        | 1999年2月9日  | ISBN 978-4-08-872669-4 |
| 17   |        | 1999年6月8日  | ISBN 978-4-08-872726-4 |

節選廉價版
| 冊數 | 副標題 | 集英社        | 集英社                 |
| 冊數 | 副標題 | 發售日期      | ISBN                   |
| ---- | ------ | ------------- | ---------------------- |
| 1    |        | 2004年3月1日  | ISBN 978-4-08-106614-8 |
| 2    |        | 2004年3月15日 | ISBN 978-4-08-106624-7 |
| 3    |        | 2004年3月29日 | ISBN 978-4-08-106635-3 |

文庫版
| 冊數 | 集英社         | 集英社                 |
| 冊數 | 發售日期       | ISBN                   |
| ---- | -------------- | ---------------------- |
| 1    | 2005年6月16日  | ISBN 978-4-08-618328-4 |
| 2    | 2005年6月16日  | ISBN 978-4-08-618329-1 |
| 3    | 2005年8月9日   | ISBN 978-4-08-618330-7 |
| 4    | 2005年8月9日   | ISBN 978-4-08-618331-4 |
| 5    | 2005年9月15日  | ISBN 978-4-08-618332-1 |
| 6    | 2005年9月15日  | ISBN 978-4-08-618333-8 |
| 7    | 2005年10月17日 | ISBN 978-4-08-618334-5 |
| 8    | 2005年10月17日 | ISBN 978-4-08-618335-2 |
| 9    | 2005年11月17日 | ISBN 978-4-08-618336-9 |
| 10   | 2005年11月17日 | ISBN 978-4-08-618337-6 |

小說版
淺美裕子原作、渡辺麻実著。（JUMP j BOOKS）全1卷

## 廣播劇
因動畫化計畫無法如期達成，改成製作廣播劇CD。
- 『WILD HALF ドラマアルバム Encounter』（國王唱片）
  1. （1997年） KICA-388
  2. （1998年） KICA-392
  3. （1998年） KICA-403

- 3作品的配音員：沙羅沙（子安武人）、岩瀬健人（新山志保）、岩瀬寿文（森川智之）、北原ミレイ（林原めぐみ）、北原美也（皆口裕子）、葛城三月（石田彰）。
- 主題曲：「the LIGHT」 - aya。